# Goniocraspedum
Goniocraspedum là một chi bướm đêm thuộc họ Erebidae.